# 공손강
공손강(公孫康, ? ~ ?)은 중국 후한 말의 군웅이다. 중원이 혼란기에 빠지자 동북 변방에서 공손탁의 뒤를 이어 독자적인 세력을 영위하였다.

## 생애
한미한 가문인 탓에 양평현령 공손소(公孫昭) 밑에서 무시당했다. 189년(중평 6년) 아버지 공손탁이 요동태수가 된 이래 중원의 혼란을 틈타 독자 세력을 구축하였다. 204년(건안 9년) 아버지가 죽어서 그 지위를 물려받았다. 아버지가 자칭했던 평주목(平州牧)으로서 유성오환(柳城―)의 초왕(峭王)에게 한충(韓忠)을 보내 선우의 인수를 주었는데 견초가 기지를 발휘한 탓에 실패하고 그들은 사공 겸 기주목 조조에게 붙었다. 날로 강성해지는 한과 예에 대항하여 낙랑군의 둔유현(屯有縣) 이남을 갈라 대방군을 신설하고 공손모(公孫模)와 장창(張敞)으로 하여금 한과 예를 쳐서 흩어졌던 유민들을 다시 불러 모았다.
207년 원희, 원상 형제가 요서에서 조조에게 완전히 패하고 수천 명만 이끌고 의탁하러 왔다. 원상은 용력이 있어 원희에게 ‘공손강을 죽이고 요동군을 기반으로 한다면 재기할 수 있다’고 하였다. 공손강은 공손강대로 그 형제를 잡아 나라에 공을 세우기 위해 복병을 숨겨두고 그들을 불러들였다. 원희와 원상이 들어오자마자 포박하여 얼어붙은 땅 위에 앉혔다. 원상의 “아직 죽지 않은 동안의 추위를 참지 못하겠으니 앉을 자리 정도는 주는 것이 옳소.”라는 말에 “경의 머리가 만 리를 가게 생겼는데 자리는 무슨 자리!”라 답하며 참수하였다. 그 머리들을 조조에게 보낸 공으로 양평후(襄平侯)와 좌장군을 받았다. 이후 죽었을 때 아들 공손황과 공손연의 나이가 어렸기 때문에 동생인 공손공이 요동태수를 이었다. 위나라의 황제가 된 조비가 221년(황초 2년)에 대사마를 추증해줬다.

## 삼국지연의
사서가 아닌 소설 《삼국지연의》에서는 원희, 원상 형제를 베는 대목에서만 등장한다.

## 가계
- 아버지 : 공손탁
  - 동생 : 공손공
    - 아들 : 공손황, 공손연
      - 손자 : 공손수

## 같이 보기
- 삼국지 인물 목록

## 참고 문헌
- 《삼국지》8권 위서 제8 공손탁